# 金汁河

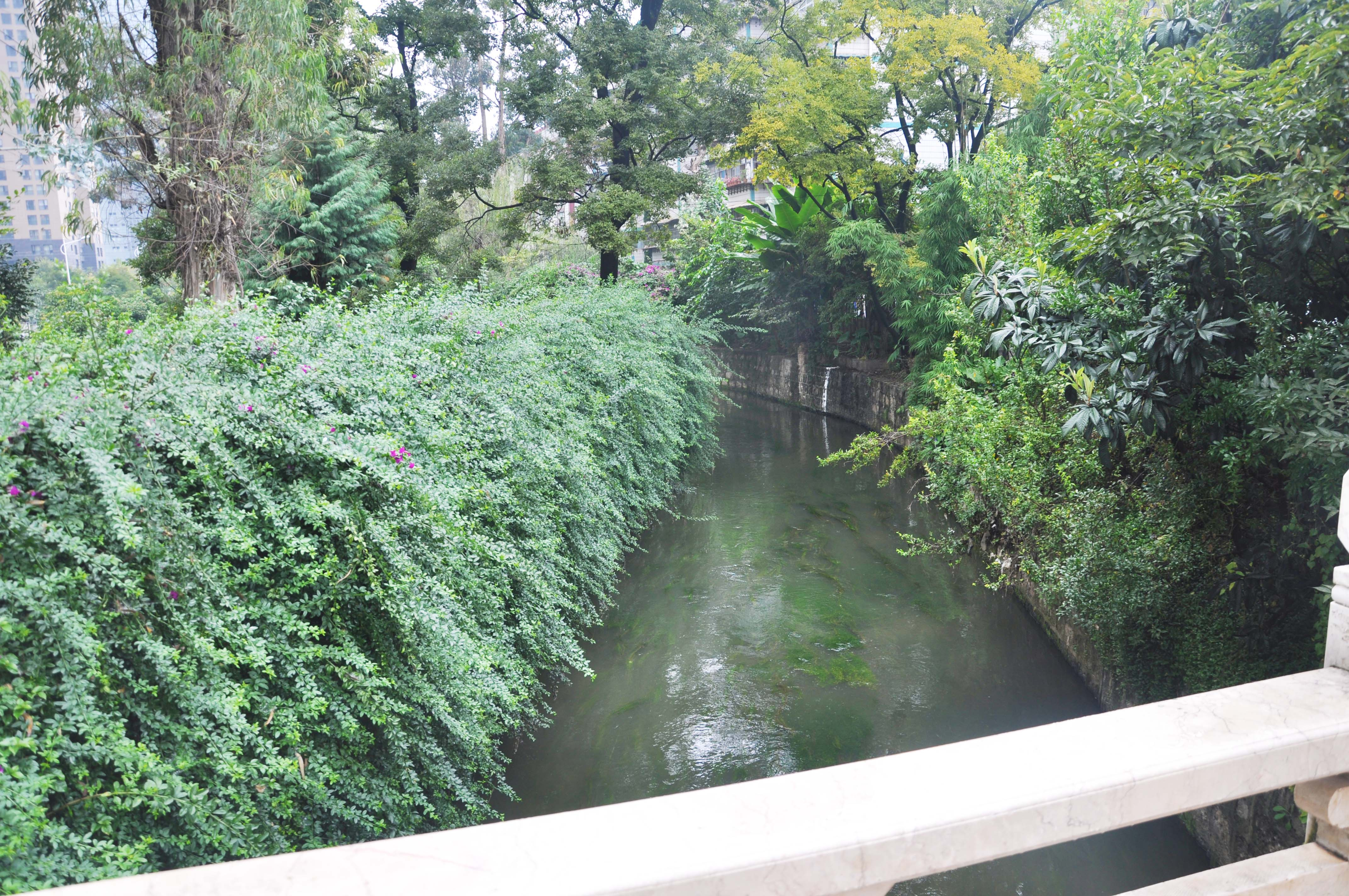
金汁河昙华寺附近河段

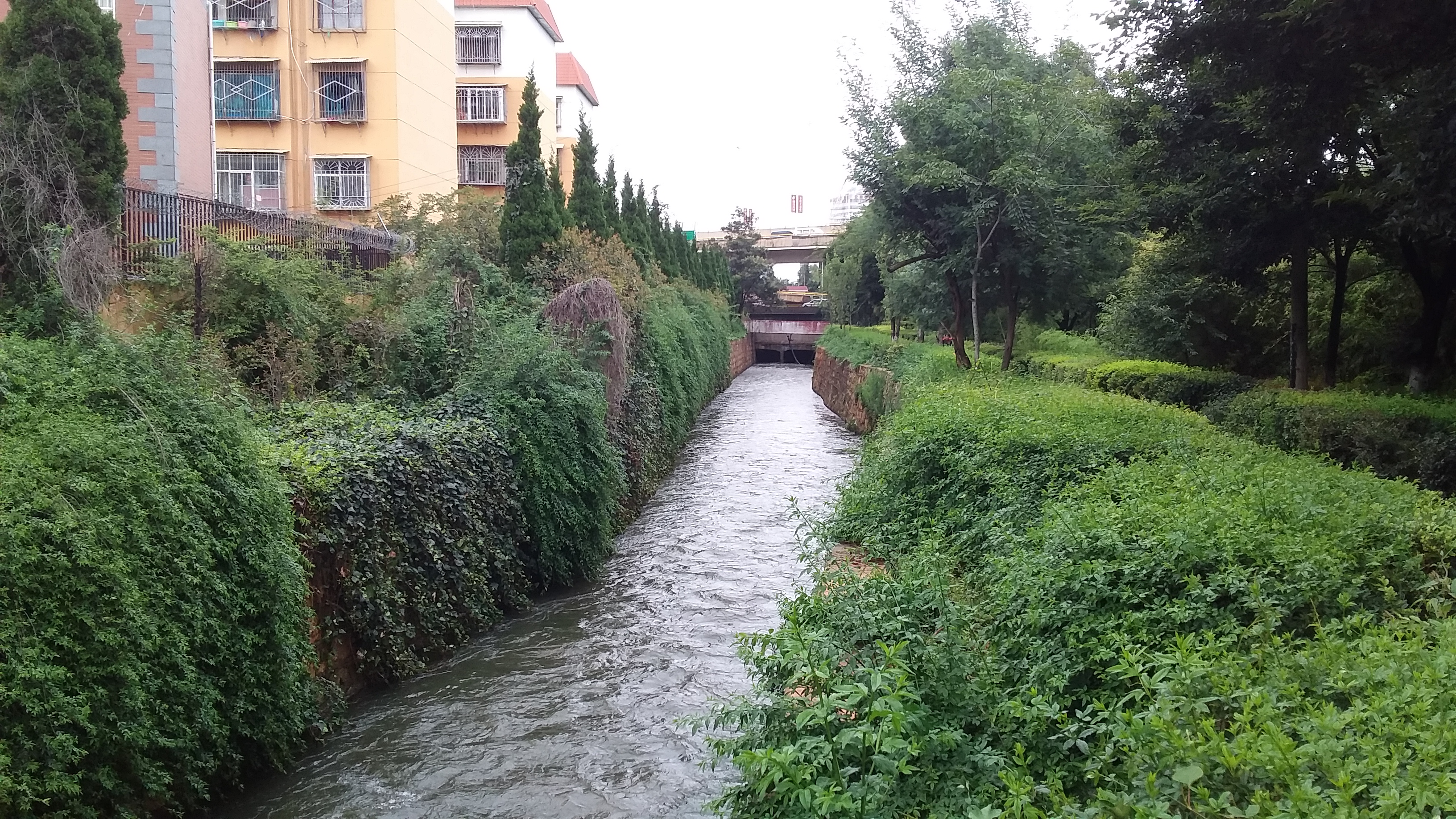
金汁河官渡区金马人民法庭附近河段

金汁河，是流经中国云南省昆明市主城区北部和东部的一条人工河道，是昆明古六河之一。
金汁河原是盘龙江的一条分支，最早开挖于南诏时期，原名“金棱河”。大理国段素兴在位时期，在河上筑 “春登堤”，种迎春柳，“黄花入河，如金汁然”，故名“金汁河”。
现金汁河起于昆明市盘龙区龙泉街道中坝社区松华坝水库大坝，蜿蜒向南流经上坝社区，下穿瀑布公园，经宝云社区、盘江社区、金辰街道任旗营社区、云波社区、天祥社区、联盟街道金菊路社区、东华街道白云社区、新迎社区、青云街道佳园社区、西林社区、昙华社区等地，于王大桥流入官渡区，南流过官渡区金马街道大树营社区后转西流，经金马社区、曙光社区、吴井街道东郊路社区和董家湾南段社区后，过环城东路后复入盘龙区，环流拓东体育馆北侧后南流，过拓东路后再次进入官渡区，继续向南流经吴井街道石井社区、铁路新村社区、吴井新村社区、太和街道佴家湾社区、关上街道双桥社区、福德社区、福发社区、日新社区、小街社区、双凤社区，最后在小板桥街道中闸社区官南路与双凤路交汇处附近汇入枧槽河（清水河）。河道全长约28公里。
金汁河历史上具有灌溉和防洪的功效，随着城市发展，现在金汁河已成为一条城区排污沟渠和雨汛期行洪河道，两岸多开发为住宅小区和绿地公园。
金汁河在盘龙区金辰街道任旗营社区老李山附近还承接了第五水质净化厂每天18.5万方尾水。